# Дом общежития (Нежин)
Дом общежития — памятник архитектуры местного значения в Нежине. Сейчас здесь размещается Нежинский областной педагогический лицей.

## История
Изначально объект был внесён в «список памятников архитектуры вновь выявленных» под названием Общежитие НГПИ № 1.
Приказом Министерства культуры и туризма от 21.12.2012 № 1566 присвоен статус памятник архитектуры местного значения с охранным № 10004-Чр под названием Общежитие.

## Описание
Дом построен в 1938 году как общежитие Нежинского государственного педагогического института имени Н. В. Гоголя.
Каменный, 4-этажный, прямоугольный в плане дом. Симметричность фасада акцентирована боковыми ризалитами, а центральный вход акцентирован плоским портиком пар трёхчетвертных колонн, увенчанным аттиком (где размещены «19», «серп и молот», «38»). Первый этаж выделен рустикой, фасад расчленяют лопатки, завершает венчающий карниз.
Сейчас здесь размещается Нежинский областной педагогический лицей.